# Genie in a Bottle
Genie in a Bottle ist ein Lied, das von Steve Kipner, David Frank und Pam Sheyne geschrieben wurde, interpretiert wurde es von Christina Aguilera. Das Stück wurde im Juni 1999 als Vorab-Single zu ihrem Debütalbum Christina Aguilera veröffentlicht. Der Titel war Aguileras Durchbruch und hielt sich fünf Wochen auf Platz 1 der Billboard Hot 100. Der Song wurde mehrfach mit Platin ausgezeichnet und Aguilera mit ihm für den Grammy in der Kategorie „Best Female Pop Vocal Performance“ nominiert.

## Entstehung
Das Songwriting-Team Steve Kipner und David Frank kannte sich bereits seit ihrer Arbeit für Ophélie Winter. Daneben arbeitete Frank mit verschiedenen britischen Komponisten und Textern zusammen, die ihm Pam Sheyne als drittes Mitglied des Teams vorschlugen. Sheyne stammte aus Neuseeland und war gerade von Großbritannien in die USA gezogen. Am ersten Tag ihrer Zusammenarbeit kam Frank mit einer Idee für ein neues Lied, die auf einem einfachen acht-taktigen Loop beruhte. Gemeinsam vollendete das Trio die Arbeit an dem Stück. Die erste Textzeile des Liedes war „If you want to be with me“, darauf beruhend entstand im Wege der Improvisation der Liedtext. Die Zeile „I’m a genie in a bottle“, die später zum Liedtitel wurde, stammt von Kipner.

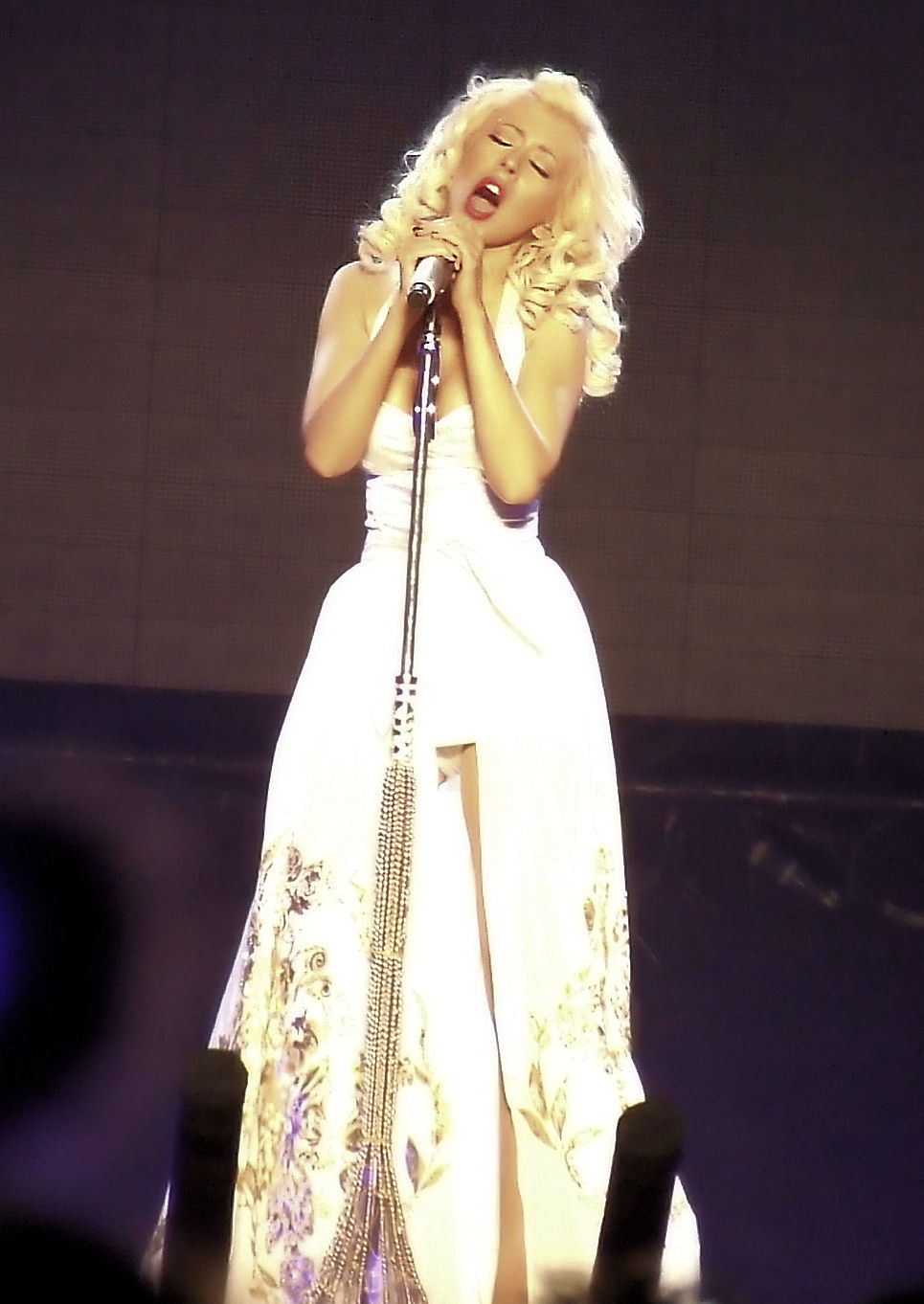
Christina Aguilera auf ihrer Back-to-Basics-Tour (2006)

Nach Fertigstellung des Liedes nahm das Trio noch am selben Tag ein Demo auf und verschickte es an die A&R-Abteilungen verschiedener Plattenfirmen. Mehrere Interessenten meldeten sich, unter ihnen Ron Fair von RCA Records, der das Stück für Christina Aguilera haben wollte. Aguilera wollte ihre Karriere zwar wie Mariah Carey mit einer Ballade beginnen, doch Fair bestand darauf, es zuerst mit einem rhythmischen Song zu beginnen. Die Songwriter hatten zunächst Bedenken, da sie Aguilera nur von dem Stück Reflections für den Soundtrack zum Film Mulan kannten und ihre Stimme für ungeeignet für das Lied hielten. Im Rahmen eines Vorsingens konnte Aguilera das Songwriting-Trio jedoch überzeugen. Für die Aufnahme des Liedes wurden als Basis-Tracks die Tonspuren des Demos verwendet. Der Gesang wurde mit Aguileras Stimme overdubt, sie sang nicht nur die Leadvocals, sondern übernahm auch sämtliche Backing Vocals. Der erste Mix klang noch zu hart und zu kraftvoll, sodass der Endmix etwas weicher ausfiel, um so den unschuldigen und verletzlichen Charakter Aguileras zu unterstreichen.

## Veröffentlichung und Remakes
Ursprünglich sollte der Song „If You Want to Be with Me“ heißen, dies war dem Manager von Aguilera jedoch zu langweilig, sodass das Stück als Genie in a Bottle am 22. Juni 1999 als Single veröffentlicht wurde. Innerhalb des ersten Monats nach Veröffentlichung verkaufte sich die Single in den USA rund 100.000-mal. Auf die Veröffentlichung der Single folgte ein Musikvideo, bei dem Diane Martell Regie führte.
Aguilera sang 2008 bei den MTV Video Music Awards in Hollywood eine Remake-Version des Songs mit dem Titel Genie 2.0; während des Auftritts war sie wieder nur leicht bekleidet. Genie 2.0 ist außerdem auf ihrem ersten Greatest-Hits-Album Keeps Gettin’ Better a Decade of Hits enthalten.

## Kontroverse um den Text
Der Text wurde kritisch gesehen, verschiedene Radiostationen insbesondere des Disney-Konzerns hatten Bedenken, es zu spielen. Das Lied sei provokant und propagiere das Recht der Frau auf sexuelle Befriedigung. Aguilera verteidigte sich und erklärte, dass das Lied nicht von Sex, sondern von Selbstachtung handle. Niemand solle sich aufgeben, bevor er nicht den nötigen Respekt erhalte. Darüber hinaus beklagte sie, dass mit zweierlei Maß gemessen werde, denn Boybands wie *NSYNC würden für ihre freizügigen Bühnenshows und die sexuellen Anspielungen in den Texten nicht in dem Maße kritisiert wie die weiblichen Popstars.

## Preise

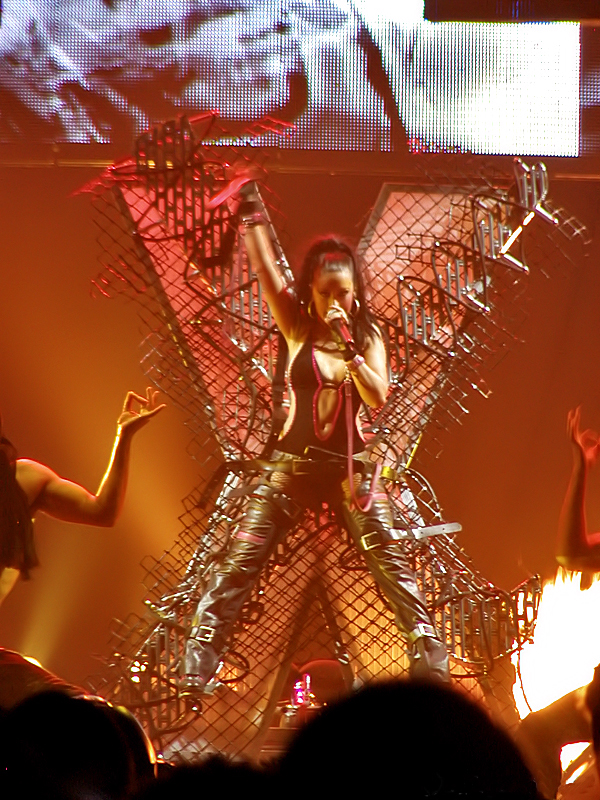
Christina Aguilera singt Genie in a Bottle während ihrer Stripped World Tour.

Für Genie in a Bottle wurde Aguilera 1999 für den Grammy in der Kategorie „Best Female Pop Vocal Performance“ nominiert. Die Single brachte weitere Auszeichnungen ein.
| Jahr | Veranstaltung       | Award                             | Ergebnis  |
| ---- | ------------------- | --------------------------------- | --------- |
| 1999 | Grammys             | Best Female Pop Vocal Performance | Nominiert |
| 1999 | Blockbuster Award   | Favorite Single                   | Gewonnen  |
| 2000 | ALMA Award          | Outstanding Music Video           | Gewonnen  |
| 2000 | Ivor Novello Awards | International Hit of the Year     | Gewonnen  |

## Kommerzieller Erfolg

### Chartplatzierungen
Genie in a Bottle erreichte in Deutschland Rang zwei der Singlecharts und musste sich lediglich Blue (Da Ba Dee) von Eiffel 65 geschlagen geben. Die Single platzierte sich 13 Wochen in den Top 10 und 21 Wochen in den Charts. Darüber hinaus erreichte das Lied für sieben Wochen die Chartspitze der deutschen Airplaycharts. In Österreich erreichte Genie in a Bottle die Chartspitze und platzierte sich vier Wochen an ebendieser sowie elf Wochen in den Top 10 und 19 Wochen in den Charts. In der Schweizer Hitparade erreichte die Single mit Rang zwei seine höchste Platzierung und musste sich auch hier Blue (Da Ba Dee) geschlagen geben. Die Single platzierte sich 16 Wochen in den Top 10 und 30 Wochen in den Charts. Im Vereinigten Königreich erreichte die Single Rang eins und platzierte sich zwei Wochen an der Chartspitze, fünf Wochen in den Top 10 und 29 Wochen in den Charts. In den Vereinigten Staaten erreichte Genie in a Bottle ebenfalls die Chartspitze und platzierte sich fünf Wochen an ebendieser, 14 Wochen in den Top 10 und 25 Wochen in den Charts. Genie in a Bottle ist in allen Ländern der erste Charthit für Aguilera.
| ChartsChartplatzierungen       | Höchstplatzierung | Wochen |
| ------------------------------ | ----------------- | ------ |
| Deutschland (GfK)              | 2 (21 Wo.)        | 21     |
| Österreich (Ö3)                | 1 (19 Wo.)        | 19     |
| Schweiz (IFPI)                 | 2 (30 Wo.)        | 30     |
| Vereinigte Staaten (Billboard) | 1 (25 Wo.)        | 25     |
| Vereinigtes Königreich (OCC)   | 1 (29 Wo.)        | 29     |

| ChartsJahrescharts (1999)      | Platzierung |
| ------------------------------ | ----------- |
| Deutschland (GfK)              | 7           |
| Österreich (Ö3)                | 9           |
| Schweiz (IFPI)                 | 10          |
| Vereinigte Staaten (Billboard) | 7           |
| Vereinigtes Königreich (OCC)   | 13          |

### Auszeichnungen für Musikverkäufe
| Land/Region                  | Auszeichnungen für Musikverkäufe (Land/Region, Auszeichnung, Verkäufe) | Verkäufe  |
| ---------------------------- | ---------------------------------------------------------------------- | --------- |
| Australien (ARIA)            | Platin                                                                 | 70.000    |
| Belgien (BRMA)               | Platin                                                                 | 50.000    |
| Dänemark (IFPI)              | Gold                                                                   | 45.000    |
| Deutschland (BVMI)           | Platin                                                                 | 500.000   |
| Frankreich (SNEP)            | Gold                                                                   | 300.000   |
| Kanada (MC)                  | 2× Platin                                                              | 160.000   |
| Neuseeland (RMNZ)            | Platin                                                                 | 10.000    |
| Österreich (IFPI)            | Gold                                                                   | 25.000    |
| Schweden (IFPI)              | Platin                                                                 | 40.000    |
| Schweiz (IFPI)               | Gold                                                                   | 25.000    |
| Spanien (Promusicae)         | Gold                                                                   | 30.000    |
| Vereinigte Staaten (RIAA)    | 3× Platin                                                              | 3.000.000 |
| Vereinigtes Königreich (BPI) | 2× Platin                                                              | 1.200.000 |
| Insgesamt                    | 5× Gold · 12× Platin ·                                                 | 4.955.000 |

Hauptartikel: Christina Aguilera/Auszeichnungen für Musikverkäufe